# Bolkhuni
Bolkhuni (en rus: Болхуны) és un poble de l'óblast d'Astracan, a Rússia, segons el cens del 2021 tenia 1.933 habitants.